# بيتر ديكسون (لاعب اتحاد الرغبي زيمبابوي)
بيتر ديكسون (بالإنجليزية: Pieter Dixon)‏ هو لاعب اتحاد الرغبي زيمبابوي، ولد في 17 أكتوبر 1977 في هراري في زيمبابوي.

## وصلات خارجية
- بيتر ديكسون عل موقع إسبنسكروم (الإنجليزية)
- بيتر ديكسون على موقع ItsRugby.co.uk (الإنجليزية)